# Althaea armeniaca
Althaea armeniaca là một loài thực vật có hoa trong họ Cẩm quỳ. Loài này được Ten. mô tả khoa học đầu tiên năm 1837.